# Кешава Кашмири
Ке́шава Кашми́ри — кашмирский учёный брахман, живший в конце XV — начале XVI века. О нём известно из агиографий основоположника гаудия-вайшнавизма Чайтаньи Махапрабху, в частности из «Чайтанья-чаритамриты». Он описывается как великий эрудит, известный на всю Индию, которого Чайтанья победил в философском диспуте и обратил в кришнаизм.
Кешава Кашмири происходил из уважаемой брахманской семьи, жившей в Кашмире. В «Бхакти-ратнакаре» говорится, что Кешава Кашмири получил благословение богини знания Сарасвати. Благодаря её покровительству он пользовался огромным авторитетом и считался одним из самых образованных людей в Индии. Он носил титул диг-виджаи, что означает «тот, кто покорил все стороны света».
С древности в Индии было много учёных брахманов, которые соревновались между собой в учёности. Кешава Кашмири был одним из таких людей. Он путешествовал по всей Индии и наконец пришёл в Навадвипу, чтобы бросить вызов местным пандитам. В Навадвипе ему нанёс поражение Чайтанья Махапрабху. Когда Кешава Кашмири прибыл в Навадвипу, пандиты города решили выставить против него Чайтанью, который был ещё очень юн, но несмотря на свой возраст, уже прославился своей эрудицией. Пандиты Навадвипы рассудили, что, если Чайтанья потерпит поражение, у них останется возможность сразиться с учёным. Если же великий кашмирский пандит будет побеждён, то это только умножит их славу. Люди станут говорить, что простой ребёнок из Навадвипы одолел непобедимого учёного, известного всей Индии. Случилось так, что Чайтанья встретил Кешаву Кашмири, когда тот прогуливался по берегу Ганги. Нимай попросил его воспеть Гангу в стихах на санскрите. Кешава Кашмири на месте сочинил сто шлок, прославляющих Гангу, и прочитал их со скоростью урагана. Нимай, с одного раза запомнив наизусть все шлоки, процитировал шестьдесят четвертую шлоку и указал на риторические и литературные погрешности, содержащиеся в ней. В частности, он подверг сомнению правильность употребления слов бхавани-бхартух, назвав это тавтологией. Нимай указал на то, что бхавани означает «супруга Шивы», так кто же ещё может быть её бхартой, мужем? Затем, к великому удивлению Кешавы Кашмири, он отметил ещё несколько неточностей. Хотя это случилось ещё до официального публичного диспута, весть об этом быстро облетела всю Навадвипу. В эту ночь, богиня учёности Сарасвати явилась Кешаве Кашмири во сне и велела ему покориться Чайтанье. На следующий день Кешава Кашмири признал своё поражение и осознал, что Чайтанья Махапрабху — это воплощение Самого Всевышнего.
Впоследствии Кешава Кашмири стал последователем вайшнавской кришнаитской сампрадаи Нимбарки — одной из четырёх вайшнавских школ. Перу Кешавы Кашмири принадлежит книга «Каустубха-прабха», комментарий на «Париджата-бхашью», комментарий к «Веданта-сутрам», которому следуют приверженцы нимбарка-сампрадаи.
Кешава Кашмири упомянут в «Бхакти-ратнакаре», где также приводятся имена его предшественников в парампаре нимбарка-сампрадаи: 1) Шриниваса Ачарья; 2) Вишва Ачарья; 3) Пурушоттама; 4) Виласа; 5) Сварупа; 6) Мадхава; 7) Балабхадра; 8) Падма; 9) Шьяма; 10) Гопала; 11) Крипа; 12) Дева Ачарья; 13) Сундара Бхатта; 14) Падманабха; 15) Упендра; 16) Рамачандра; 17) Вамана; 18) Кришна; 19) Падмакара; 20) Шравана; 21) Бхури; 22) Мадхава; 23) Шьяма; 24) Гопала; 25) Балабхадра; 26) Гопинатха; 27) Кешава; 28) Гокула и 29) Кешава Кашмири.